# Jeřmanice
Jeřmanice (deutsch Hermannsthal, bis 1897 Jerschmanitz) ist eine Gemeinde in Tschechien. Sie liegt sechs Kilometer südwestlich des Stadtzentrums von Jablonec nad Nisou und gehört zum Okres Liberec.

## Geographie
Jeřmanice befindet sich im Tal des Neißezuflusses Jeřmanický potok bzw.  Bajerský potok (Bayerbachs) im Jeschkengebirge. Das Dorf liegt an der Wasserscheide zwischen der Lausitzer Neiße und der Jizera. Im Südwesten erhebt sich der Javorník (Jaberlich, 684 m), im Nordosten der Hraničník (Spitzberg, 603 m) und im Norden der Císařský kámen (Kaiserstein, 637 m), benannt nach dem österreichischen Kaiser Joseph II., an dessen waldreicher Berglehne Köhler Holzkohle herstellten und sich der Ortsteil Milíře (Kohlstatt) bildete.
Nachbarorte sind Fibich, Horní Podlesí und Vratislavice nad Nisou im Norden, Milíře im Nordosten, Rádlo und Dolánky im Osten, Rydvaltice, Pelíkovice und Rychnov u Jablonce nad Nisou im Südosten, Buršín und Záskalí im Süden, Žďárek im Südwesten, Javorník im Westen sowie Dlouhý Most im Nordwesten.

## Geschichte
Um das Jahr 1300 bestand eine Ansiedlung, die unter dem Ortsnamen Jermanice in den Aufzeichnungen der böhmischen Landtafel als Besitz des Schlosses Rabenstein in Aicha in Nordböhmen erwähnt wird.
Die erste gesicherte Erwähnung des zur Grundherrschaft Aicha gehörigen Dorfes erfolgte im Jahre 1543. Zu dieser Zeit bestand der nach einem Lokator benannte Ort aus achtzehn Bauernhöfen (Chaluppen). Angelegt wurde Jeřmanice an einem Pass über das Jeschkengebirge der von der Lausitzer Neiße entlang des Grenzwassers (Hraniční potok) und des Bayerbaches zur Mohelka führte.  Im Urbar der Herrschaft Aicha von 1547 hatte das Dorf Jermanitz einen Dorfrichter, fünfzehn Bauernwirtschaften und sechs Häusler und veränderte sich in der Größe bis 1647 nur unwesentlich. Bis 1848 nahm die Anzahl der Bewohner zu und der Umfang der bäuerlichen Hofe verkleinerte sich zu Gärtler-Wirtschaften. Im Laufe seiner Geschichte gehörte das Dorf zur vereinigten Herrschaft Aicha-Friedstein und seit 1820 zur Herrschaft Swijan, welche im Jahr 1820 von Fürst Charles Alain de Rohan auf Schloss Sychrov gekauft und mit der Herrschaft Sychrov vereinigt wurde.
Am 5. Juli 1636 zur Zeit der Rekatholisierung in Böhmen und während des Dreißigjährigen Krieges kam die Herrschaft Böhmisch-Aicha und Friedstein durch kaiserlichen Schenkungsbrief an den General der Kroatischen Reiter Johann Ludwig Hektor von Isolani, welcher den Großgrundbesitz mit den untertänigen Orten und deren Einkünfte an Unterhauptlaute seiner Heeresgruppe als Lehngüter weiter gab. Das Gut Siebendörfel, der spätere Ort Dörfel bei Reichenberg, in welchem das Dorf Jerschmanitz lag, erhielt Johann Reinhard von Heister, aus einer nobilitierten Familie aus Niederösterreich stammend, für die Summe von 9000 Gulden und wurde in Reichenberg ansässig.
Um das nach dem Dreißigjährigen Krieg entvölkerte, verarmte und von Seuchen geplagte Gut Siebendörfel wieder zu beleben, erließ Johann von Heister einen Freibrief. Dieser Heistersche Freibrief, am 13. März 1651 in die Landtafel eingetragen, gewährte katholischen Ansiedlern gegen eine mäßige Geldzahlung Privilegien, die sie woanders nicht hatten. Der Robotdienst mit Hand- und Spanndiensten entfiel und die Gewerbefreiheit wurde erweitert. Die Erbuntertänigkeit unter den Lehensherrn und das Gewohnheitsrecht des ius primae noctis blieben. Dem Ruf folgten deutsche Ansiedler aus den Alpenländern und dem Schwarzwald. Der Wohlstand des Ortes mehrte sich durch den Anbau von Korn, Hafer, Kartoffel und Flachs, die Zucht von Zugochsen und Geflügel, den Handel mit Eiern, Bettfedern und Webwaren aus Leinen und durch Frachtfuhrdienste. Im Österreichischen Erbfolgekrieg und im Zweiten Schlesischen Krieg musste das Dorf Jermanitz starke Truppeneinheiten unterbringen, verpflegen und Kontributionen zahlen. Während des Siebenjährigen Kriegs durchquerten österreichische Truppen den Ort, als in unmittelbarer Nähe am 21. April 1757 das Gefecht bei Reichenberg zwischen preußischen und österreichischen Truppen um die Vormachtstellung in Böhmen stattfand. Im Jahr 1778 kam Kaiser Joseph II. nach Jerschmanitz, um Befestigungen am später nach ihm benannten Kaiserstein zu besichtigen.
1834 lebten in den 228 Häusern des Dorfes 1640 Menschen. Im Jahr 1843 hatte das Dorf Herschmanitsch eine Kirche mit Pfarrer, ein Beinhaus, eine Schule, dreißig Bauern, fünf Halbbauern (Chaluppner), dreiundfünfzig Gärtler, eine Mühle, ein Wirtshaus, insgesamt 248 Häuser auf einer Fläche von 16 Hektar, in Kohlstatt mit 15 Hektar waren es eine Kapelle und 25 Häuser. Die Lage an einem Pass über das Jeschkengebirge, der von der Lausitzer Neiße entlang des Grenzwassers (Hraniční potok) und des Bayerbaches zur Mohelka führte, brachte Verdienstmöglichkeiten durch Fuhrdienste und Wandergewerbe.
Nach der Aufhebung der Patrimonialherrschaften bildete Jerschmanitz/Jeřmanice mit dem Ortsteil Kohlstadt / Milíře ab 1850 eine Gemeinde im Gerichtsbezirk Reichenberg bzw. im Bezirk Reichenberg. 1869 lebten in der Gemeinde 1794 Menschen, davon 1603 in Jerschmanitz und 191 in Kohlstadt. 1897 erfolgte auf Ersuchen der deutschen Einwohnerschaft unter dem Eindruck der Badenischen Sprachverordnung des österreichischen Ministerpräsidenten Kasimir Felix Badeni die Änderung des Ortsnamens in Hermannsthal. Im Jahre 1900 hatte die Gemeinde 1336 Einwohner. Der Bevölkerungsrückgang setzte sich fort und bis 1930 war die Einwohnerzahl auf 971 zurückgegangen.
Nach dem Münchner Abkommen wurde Hermannsthal 1938 dem Deutschen Reich zugeschlagen und Kohlstatt nach Radl umgemeindet. Die Gemeinde gehörte bis 1945 zum Landkreis Reichenberg im Reichsgau Sudetenland. 1939 lebten in Hermannsthal 937 Menschen.
Nach dem Ende des Zweiten Weltkrieges kam das Dorf zurück zur Tschechoslowakei und bildet zusammen mit Milíře eine Gemeinde im Okres Liberec-okolí. Am 16. Juni 1945 wurden die Deutschen aus Jeřmanice über die Grenze nach der Oberlausitz vertrieben. 1961 wurde Milíře erneut nach Rádlo umgemeindet und Jeřmanice wurde Teil des Okres Liberec. 1980 verlor Jeřmanice seine Selbstständigkeit und wurde an Dlouhý Most angegliedert. Zwischen 1986 und 1992 bildete Jeřmanice dann unter dem Namen Liberec XXXVII-Jeřmanice einen Stadtteil von Liberec. Seit 1993 besteht die Gemeinde wieder.

## Ortsname
Die Schreibformen des Ortsnamens in tschechischer oder deutscher Sprache wechseln, ähneln sich aber im Klang: Jermanice, Jermanitz, Gerschmenz, Germanitz u. ä. um 1900 Jerschmanitz. Auf Antrag des  Schullehrers Töpper wurde am 7. Juni 1897 von der k.k. Statthalterei in Prag die Schreibform Hermannsthal bewilligt, welcher nach dem Ende des Zweiten Weltkriegs 1946 wieder Jeřmanice lautet. Die Herkunft des Ortsnamens liegt im Dunkel der sich überschneidenden Siedlungs- und Sprachgeschichte der Sorben und Tschechen in Nordböhmen, welches durch eine alte Handels- und Heeresstraße von Prag nach Zittau in der Oberlausitz durchquert wurde.

## Gemeindegliederung
Für die Gemeinde Jeřmanice sind keine Ortsteile ausgewiesen. Grundsiedlungseinheiten sind Jeřmanice (Hermannsthal) und Sibiř (Bayerberg). Zu Jeřmanice gehören außerdem die Ortslagen Fibich (Viehbig), Žižkov und Dolní Milíře (Nieder Kohlstatt).

## Sehenswürdigkeiten

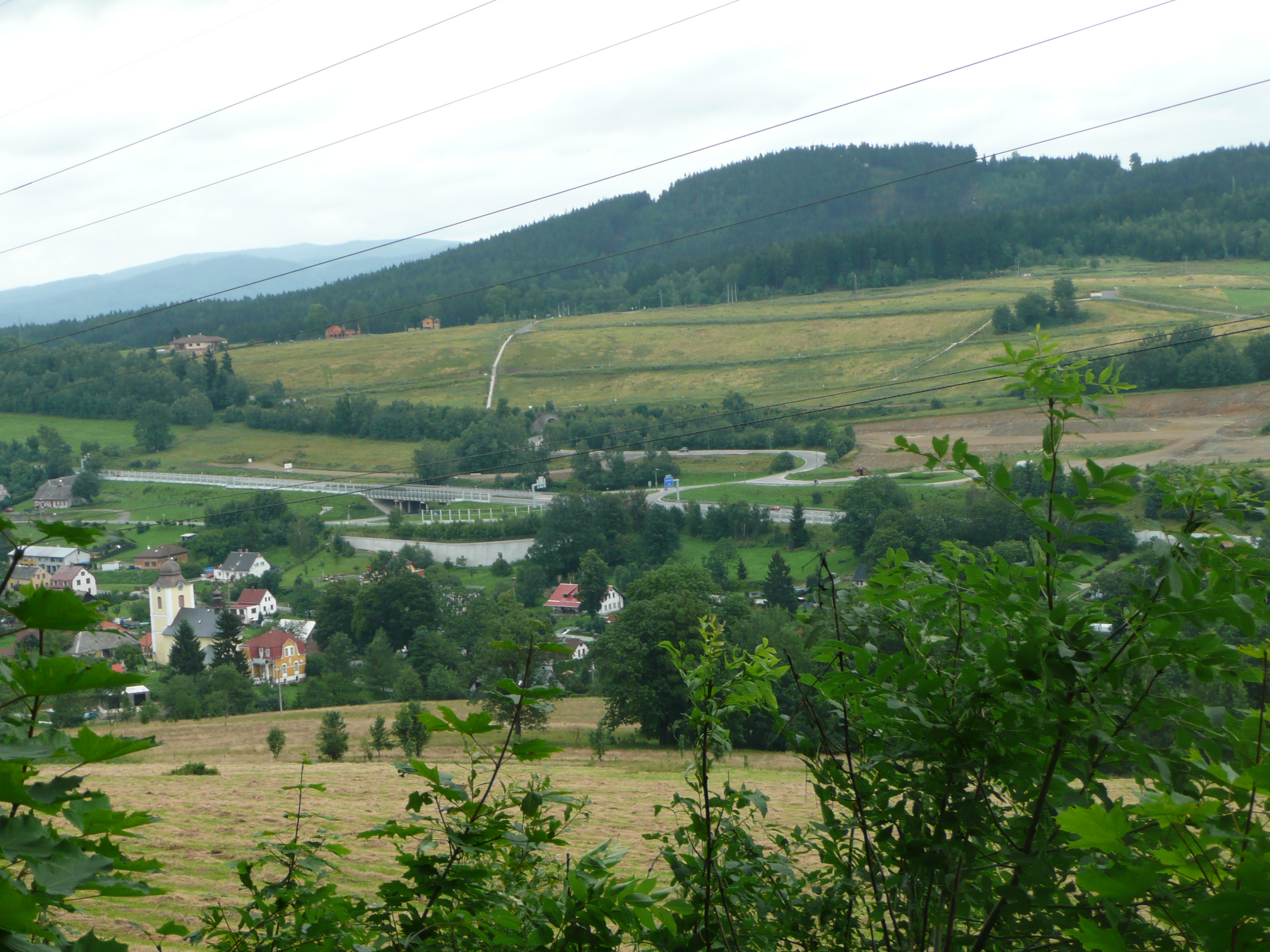
Blick auf Jeřmanice mit Kirche, Autobahn und Císařský kámen vom Javorník aus

- Kirche der hl. Anna, erbaut 1811–1816
- Berg Císařský kámen (Kaiserstein, 637 m), so genannt seit einem Besuch Kaisers Joseph II. im Jahre 1788
- Berg Javorník (Jaberlich, 684 m), von 1899 bis 1945 mit dem Riesenfass ein beliebtes Ausflugsziel

## Verkehr
Durch den Ort führt die Bahnstrecke Pardubice–Liberec und die Schnellstraße R 35 /  E 442, von der das Dorf über die Abfahrt 31 „Jeřmanice“ zu erreichen ist.